# Barbus altianalis
Barbus altianalis е вид лъчеперка от семейство Шаранови (Cyprinidae). Видът не е застрашен от изчезване.

## Разпространение и местообитание
Разпространен е в Бурунди, Демократична република Конго, Кения, Руанда, Танзания и Уганда.
Обитава сладководни басейни, крайбрежия и реки.

## Описание
На дължина достигат до 90 cm.